# Pluto Kuiper Express
Pluto Kuiper Express је назив за план свемирске мисије да, ако се финансира, сонда прелети патуљасту планету Плутон и њене природне сателите, те касније истражује објекте у Којперовом појасу. Прво се мислило како ће "Pluto Fast Flyby" бити прва сонда која ће прелетети Плутон, но та мисија је отказана због недостатка финансијских средстава.
Главни задатак ове сонде би био да направи карту Плутонве површине, утврђивање састава атмосфере и истраживање геологија Плутона. Овај посљедњи задатак би био отежан у случају почетка атмосферског смрзавања. Опрема на броду би била инфрацрвени и ултраљубичасти спектрометри, радио-предајник и остало. У септембру 2000. године отказана је мисија Pluto Kuiper Express.